# Moon Hooch
Moon Hooch est un groupe de jazz américain composé de deux saxophonistes, Wenzl McGovan et Mike Wilbur ainsi que d'un batteur.
Les membres du groupe ont étudié à la New School for Jazz and Contemporary Music (en).
Le genre musical est un mélange de jazz, groove, dubstep, soûl et electro. Le groupe définit le genre comme de la musique cave.

## Membres
- Ethan Snyder : percussions (depuis 2020)[3]
- Mike Wilbur : saxophone
- Wenzl McGowen : saxophone

## Anciens membres
- James Muschler : percussions (jusqu'en 2020)[3]

## Discographie
- 2013 : Moon Hooch
- 2014 : This is Cave Music
- 2016 : Red Sky
- 2018 :  Light It Up, EP
- 2020 : Life on Other Planets
- 2023 : My Head & My Heart